# Changan CS35 Plus
La Changan CS35 Plus es un modelo de automóvil subcompact crossover producido por Changan Motors, con unas características ligeramente superiores al Changan CS35.

## Visión general
El Changan CS35 Plus debutó en el Auto Show de Chengdu 2018  con precios que variaban desde los 69,900 yuanes a 104,900 yuanes y el lanzamiento de mercado oficial, en octubre de 2018.

El CS35 Plus fue originalmente planeado para ser la sustitución del CS35 durante su fase de desarrollo, aun así el plan cambió y el modelo CS35 ahora esta colocado ligeramente abajo en el mercado pero quedado para ser en producción. La única opción de motor del CS35 Plus es un motor de 1.6 litros que produce 117hp.

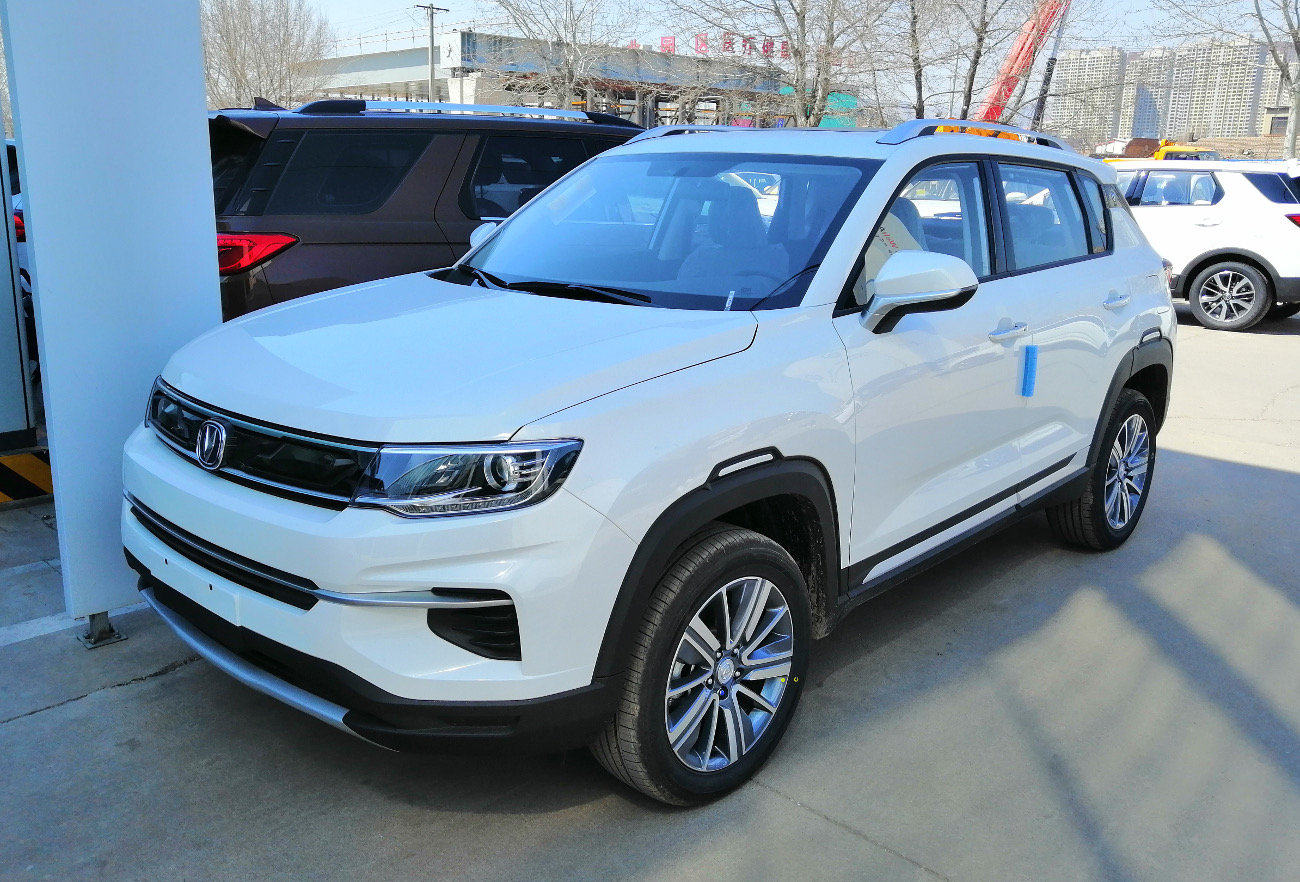
Changan CS35 Plus - Vista frontal
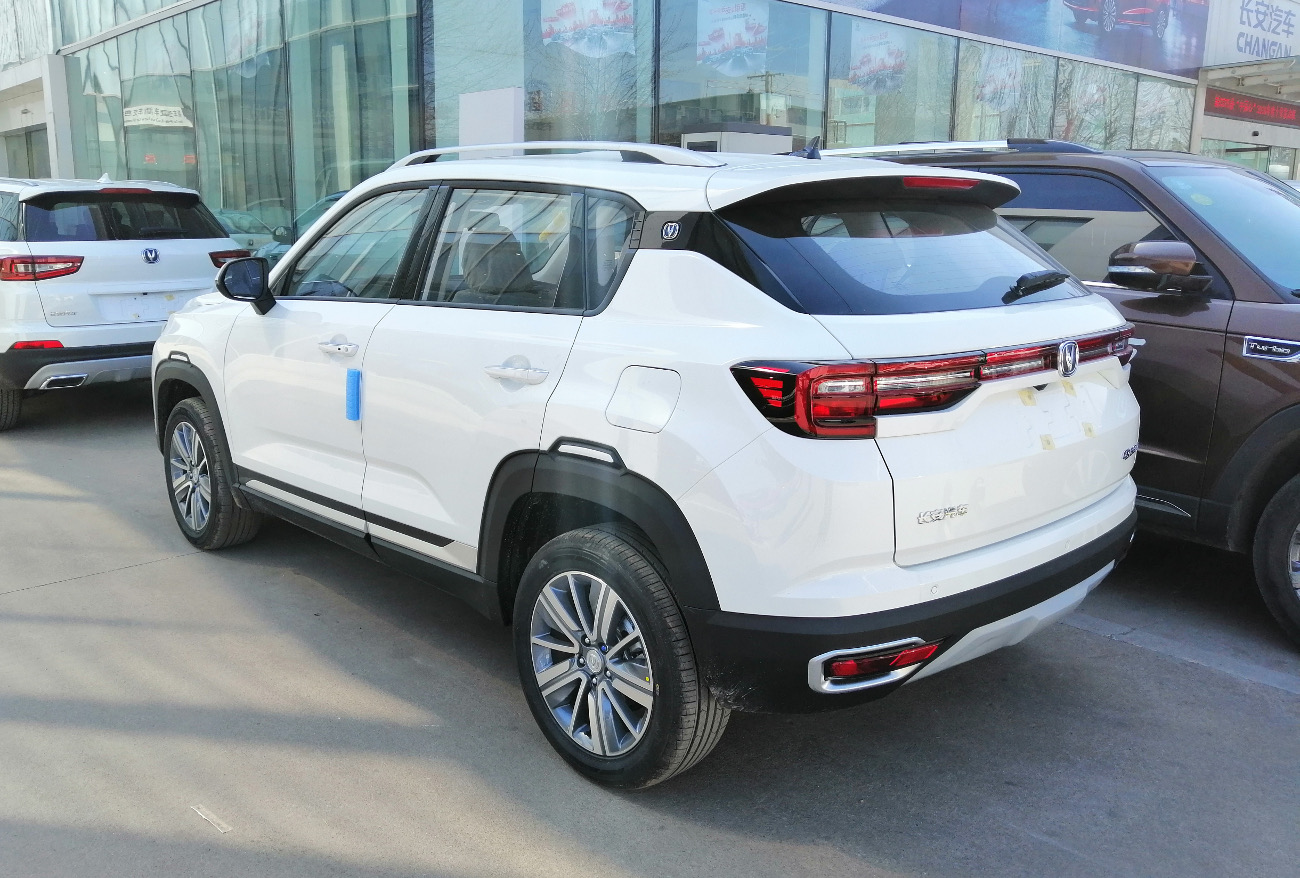
Changan CS35 Plus - Vista posterior

### 2021 facelift
El facelift de la CS35 Plus fue lanzada en enero de 2021, presentando un rediseño del frente abajo gráfico de carretera y fin trasero styling para estar más alineado el reciente diseño de los vehículos Changan. 
El modelo actualizado cuenta con un motor de 1.6 litros naturalmente aspirado con el nombre secreto de  "JL478QEP" con una potencia de  128hp（94kW). Una de las opciones de transmisión incluye un caja manual de 5 velocidades, CVT（simulando 8 velocidades), y una transmisión automática de 6 velocidades.

En marzo de 2021, se anunció oficialmente la versión de 1.4 litros turbo con una potencia de 160 hp（118kW）y 260 N·m apareado a un 7-velocidades mojado DCT.

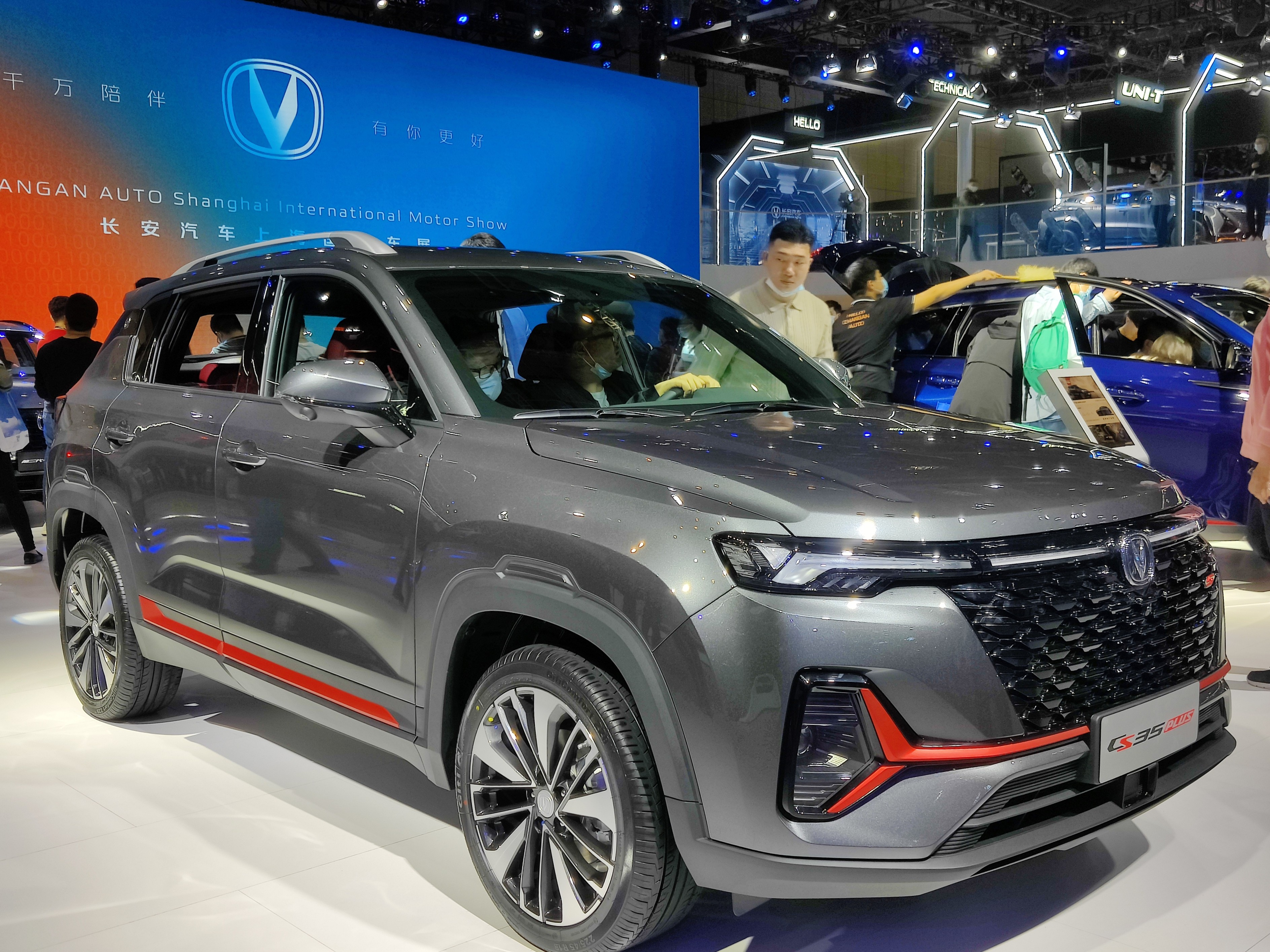
Changan CS35 Plus 2021 - Vista fronal Facelift
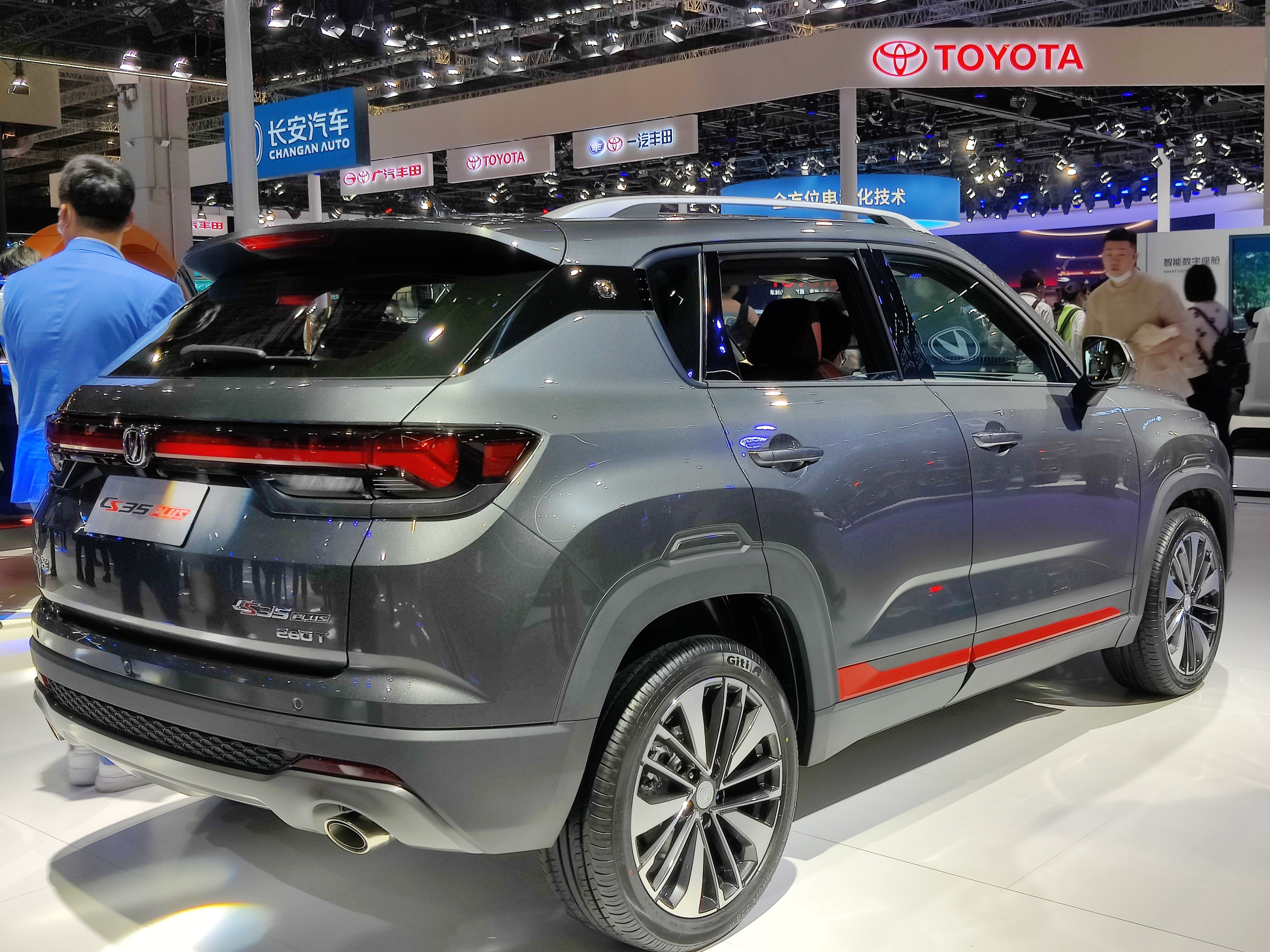
Changan CS35 Plus 2021 - Vista posterior facelift